# Johnny Eduardo
Johnny Eduardo do Nascimento  (Río de Janeiro, 3 de agosto de 1978) es un artista marcial mixto brasileño que actualmente lucha en la división de peso gallo de Ultimate Fighting Championship.

## Carrera en artes marciales mixtas

### Carrera temprana
Eduardo hizo su debut profesional en las MMA a los dieciséis años. Luchó exclusivamente en su Brasil natal durante los dos primeros años de su carrera, logrando un récord de 11 victorias y 3 derrotas.
En diciembre de 1999, Eduardo hizo su debut internacional al enfrentarse a Takanori Gomi en el Vale Tudo Japón 1999. Perdió el combate por una sumisión por estrangulamiento en la espalda.
Eduardo hizo su debut en los Estados Unidos en abril de 2009 cuando luchó en una de las primeras tarjetas de Bellator Fighting Championships.

### Ultimate Fighting Championship
Eduardo debutó en la UFC contra Raphael Assunção el 27 de agosto de 2011 en UFC 134. Perdió el combate por decisión unánime.
Se esperaba que Eduardo se enfrentara a Michael McDonald el 19 de noviembre de 2011 en UFC 139. Sin embargo, Eduardo tuvo que abandonar la tarjeta por una lesión y fue sustituido por Alex Soto.
Eduardo luchó contra Jeff Curran en UFC on Fuel TV: Korean Zombie vs. Poirier. Eduardo derrotó a Curran por decisión unánime, consiguiendo su primera victoria en la UFC.
Se esperaba que Eduardo se enfrentara a Yves Jabouin el 16 de marzo de 2013 en UFC 158. Sin embargo, el 6 de marzo, Eduardo se vio obligado a abandonar el combate alegando una lesión en el hombro. Jabouin fue retirado de la tarjeta al no poder encontrar un sustituto adecuado con poca antelación.
Se esperaba que Eduardo se enfrentara a Lucas Martins el 9 de noviembre de 2013 en UFC Fight Night: Belfort vs. Henderson. Sin embargo, ambos luchadores fueron retirados de la tarjeta debido a una lesión.
Tras casi dos años fuera de la jaula, Eduardo regresó a la UFC para enfrentarse a Eddie Wineland el 10 de mayo de 2014 en UFC Fight Night: Brown vs. Silva. A pesar de que las apuestas no le daban la razón, ganó el combate por KO en el primer asalto. La victoria también le valió a Eduardo su primer premio a la Actuación de la Noche.
En mayo de 2015, tras un año fuera de la competición debido a una lesión, Eduardo anunció que se había operado para reparar un desgarro en el labrum del hombro izquierdo, y que esperaba tener un combate reservado en otoño de 2015.
Eduardo se enfrentó a Aljamain Sterling el 10 de diciembre de 2015 en UFC Fight Night: Namajunas vs. VanZant. Perdió el combate por sumisión en el segundo asalto.
Se enfrentó a Manvel Gamburyan el 19 de noviembre de 2016 en UFC Fight Night: Bader vs. Nogueira 2.
 Ganó el combate por TKO en el segundo asalto.
Eduardo se enfrentó a Matthew Lopez el 3 de junio de 2017 en UFC 212. Perdió el combate por TKO en el primer asalto.
Eduardo se enfrentó a Nathaniel Wood el 1 de junio de 2018 en UFC Fight Night: Rivera vs. Moraes. Perdió el combate por sumisión en el segundo asalto.
Eduardo estaba programado para enfrentarse a Anthony Birchak el 20 de marzo de 2021 en UFC on ESPN: Brunson vs. Holland. Sin embargo, el 15 de marzo Eduardo se retiró del combate por problemas de visa.
Eduardo se enfrentó a Alejandro Pérez el 2 de octubre de 2021 en UFC Fight Night: Santos vs. Walker. Perdió el combate por sumisión en el segundo asalto.

## Vida personal
Dijo que su héroe es el maestro Luis Alves diciendo que "fue un hombre que ayudó a formar lo que soy hoy".

## Campeonatos y logros
- International Vale Tudo Championship
  - Subcampeón del torneo de peso ligero IVC 7
- Shooto Brazil
  - Campeonato de Peso Ligero de Shooto Brasil (una vez)[29]
- Ultimate Fighting Championship
  - Actuación de la Noche (una vez)

## Récord en artes marciales mixtas
| Resultado | Récord | Oponente            | Método                                     | Evento                                       | Fecha                    | Ronda | Tiempo | Localización         | Notas                                                                                 |
| --------- | ------ | ------------------- | ------------------------------------------ | -------------------------------------------- | ------------------------ | ----- | ------ | -------------------- | ------------------------------------------------------------------------------------- |
| Derrota   | 28-13  | Alejandro Pérez     | Sumisión (bloqueo del brazo con bufanda)   | UFC Fight Night: Santos vs. Walker           | 2 de octubre de 2021     | 2     | 4:13   | Las Vegas, Nevada    |                                                                                       |
| Derrota   | 28-12  | Nathaniel Wood      | Sumisión (estrangulamiento D'Arce)         | UFC Fight Night: Rivera vs. Moraes           | 1 de junio de 2018       | 2     | 2:18   | Utica, Nueva York    |                                                                                       |
| Derrota   | 28-11  | Matthew Lopez       | TKO (puñetazos)                            | UFC 212                                      | 3 de junio de 2017       | 1     | 2:57   | Río de Janeiro       |                                                                                       |
| Victoria  | 28-10  | Manvel Gamburyan    | TKO (puñetazos)                            | UFC Fight Night: Bader vs. Nogueira 2        | 19 de noviembre de 2016  | 2     | 0:46   | São Paulo            |                                                                                       |
| Derrota   | 27-10  | Aljamain Sterling   | Sumisión (estrangulamiento por guillotina) | UFC Fight Night: Namajunas vs. VanZant       | 10 de diciembre de 2015  | 2     | 4:18   | Las Vegas, Nevada    |                                                                                       |
| Victoria  | 27-9   | Eddie Wineland      | KO (puñetazos)                             | UFC Fight Night: Brown vs. Silva             | 10 de mayo de 2014       | 1     | 4:37   | Cincinnati, Ohio     | Actuación de la Noche.                                                                |
| Victoria  | 26-9   | Jeff Curran         | Decisión (unánime)                         | UFC on Fuel TV: Korean Zombie vs. Poirier    | 15 de mayo de 2012       | 3     | 5:00   | Fairfax, Virginia    |                                                                                       |
| Derrota   | 25-9   | Raphael Assunção    | Decisión (unánime)                         | UFC 134                                      | 27 de agosto de 2011     | 3     | 5:00   | Río de Janeiro       |                                                                                       |
| Victoria  | 25-8   | Jose Wilson         | Sumisión (estrangulamiento por detrás)     | Shooto - Brazil 22                           | 1 de abril de 2011       | 3     | 2:57   | Brasilia             |                                                                                       |
| Victoria  | 24-8   | Paulo Dantas        | Decisión (unánime)                         | Shooto - Brazil 17                           | 6 de agosto de 2010      | 3     | 5:00   | Río de Janeiro       | Ganó el Campeonato de Peso Ligero de Shooto Brasil. Más tarde dejó el título vacante. |
| Victoria  | 23-8   | Francisco Chagas    | TKO (lesión en la pierna)                  | Jungle Fight 16                              | 17 de octubre de 2009    | 1     | N/A    | Río de Janeiro       |                                                                                       |
| Victoria  | 22-8   | Donald Sanchez      | Decisión (unánime)                         | Bellator 3                                   | 17 de abril de 2009      | 3     | 5:00   | Norman, Oklahoma     | Combate de peso acordado (147 libras).                                                |
| Victoria  | 21-8   | Bruno Alves         | Sumisión (estrangulamiento por detrás)     | The Warriors                                 | 29 de marzo de 2009      | 3     |        | Río de Janeiro       |                                                                                       |
| Victoria  | 20-8   | Andre Luis Oliveira | TKO (puñetazos)                            | Shooto - Brazil 10                           | 17 de enero de 2009      | 1     | 2:11   | Río de Janeiro       |                                                                                       |
| Victoria  | 19-8   | Munil Adriano       | TKO (puñetazos)                            | Real Fight 6                                 | 8 de noviembre de 2008   | 1     | 2:20   | São José dos Campos  |                                                                                       |
| Victoria  | 18-8   | Francisco Ramos     | Sumisión (estrangulamiento de anaconda)    | Win Fight and Entertainment 1                | 28 de septiembre de 2008 | 1     | 3:56   | Salvador             |                                                                                       |
| Victoria  | 17-8   | Cristiano Bananada  | Sumisión (barra de brazo)                  | The Glory                                    | 5 de julio de 2008       | 2     | 1:29   | Niterói              |                                                                                       |
| Victoria  | 16-8   | Erinaldo Rodrigues  | KO (puñetazos)                             | Jungle Fight 9: Warriors                     | 31 de mayo de 2008       | N/A   | N/A    | Río de Janeiro       |                                                                                       |
| Victoria  | 15-8   | Marcos Maciel       | TKO (puñetazos)                            | Rio FC 1                                     | 28 de febrero de 2008    | 2     | 2:27   | Río de Janeiro       |                                                                                       |
| Derrota   | 14-8   | Miguel Angel Duran  | Sumisión (puñetazos)                       | Shooto Brazil 3 - The Evolution              | 7 de julio de 2007       | 1     | N/A    | Río de Janeiro       |                                                                                       |
| Derrota   | 14-7   | Milton Vieira       | Sumisión (estrangulamiento de anaconda)    | Super Challenge 1                            | 7 de octubre de 2006     | 2     | N/A    | Barueri              |                                                                                       |
| Victoria  | 14-6   | Aritano Silva       | Sumisión (estrangulamiento del brazo)      | Gold Fighters Championship 1                 | 20 de mayo de 2006       | 1     | N/A    | Río de Janeiro       |                                                                                       |
| Victoria  | 13-6   | Jose Adriano        | Sumisión (gancho de talón)                 | Guarafight 2                                 | 7 de enero de 2006       | 1     | 1:08   | Guarapari            |                                                                                       |
| Derrota   | 12-6   | Vusal Bayramov      | Sumisión (barra de brazo)                  | Conquista Fight 1                            | 20 de diciembre de 2003  | 1     | 3:19   | Vitória da Conquista |                                                                                       |
| Victoria  | 12-5   | Marcelo Cobra       | Decisión (unánime)                         | K - NOCK                                     | 23 de julio de 2003      | 3     | 5:00   | Río de Janeiro       |                                                                                       |
| Derrota   | 11-5   | Takuya Kuwabara     | Decisión (unánime)                         | Shooto - R.E.A.D. 2                          | 17 de marzo de 2000      | 3     | 5:00   | Tokio                |                                                                                       |
| Derrota   | 11-4   | Takanori Gomi       | Sumisión (estrangulamiento por detrás)     | Vale Tudo Japan 1999                         | 11 de diciembre de 1999  | 3     | 1:43   | Urayasu              |                                                                                       |
| Derrota   | 11-3   | Haroldo Bunn        | Sumisión (barra de rodilla)                | IVC 13 - The New Generation of Lightweights  | 26 de agosto de 1998     | 1     | 7:40   | São Paulo            |                                                                                       |
| Derrota   | 11-2   | Sergio Melo         | Sumisión (estrangulamiento por detrás)     | IVC 7 - The New Champions                    | 23 de agosto de 1998     | 1     | 16:25  | São Paulo            | Final del torneo de peso ligero IVC 7.                                                |
| Victoria  | 11-1   | Fabio Alves         | Sumisión (puñetazos)                       | IVC 7 - The New Champions                    | 23 de agosto de 1998     | 1     | 3:30   | São Paulo            | Semifinal del torneo de peso ligero IVC 7.                                            |
| Victoria  | 10-1   | Vanderci Garcia     | Sumisión (puñetazos)                       | IVC 7 - The New Champions                    | 23 de agosto de 1998     | 1     | 2:07   | São Paulo            | Cuartos de final del torneo de peso ligero IVC 7.                                     |
| Victoria  | 9-1    | Thiago Santana      | Decisión (unánime)                         | Campos de Jordao Freestyle                   | 6 de junio de 1998       | 2     | 8:00   | Campos do Jordão     |                                                                                       |
| Victoria  | 8-1    | Rudi Desouza        | Sumisión (estrangulamiento por detrás)     | Campos de Jordao Freestyle                   | 6 de junio de 1998       | 1     | N/A    | Campos do Jordão     |                                                                                       |
| Victoria  | 7-1    | Wanderley Esmala    | Sumisión (estrangulamiento por triángulo)  | Desafío - Freestyle de Campos                | 18 de mayo de 1998       | 1     | 15:49  | Río de Janeiro       |                                                                                       |
| Victoria  | 6-1    | Arivaldo Souza      | TKO (puñetazos)                            | Guaratingueta Freestyle 1                    | 30 de agosto de 1997     | 2     | N/A    | Guaratinguetá        |                                                                                       |
| Victoria  | 5-1    | Guilherme Santos    | Sumisión (estrangulamiento por detrás)     | Guaratingueta Freestyle 1                    | 30 de agosto de 1997     | 1     | N/A    | Guaratinguetá        |                                                                                       |
| Victoria  | 4-1    | Marcos Rodrigues    | Decisión (unánime)                         | Guaratingueta Freestyle 1                    | 30 de agosto de 1997     | 2     | 8:00   | Guaratinguetá        |                                                                                       |
| Victoria  | 3-1    | Douglas Nascimento  | Sumisión (bloqueo de tobillo)              | Itajuba Freestyle Open                       | 5 de abril de 1997       | 3     | N/A    | Itajubá              |                                                                                       |
| Victoria  | 2-1    | Claudionor Silva    | Decisión (unánime)                         | Itajuba Freestyle Open                       | 5 de abril de 1997       | 2     | 8:00   | Itajubá              |                                                                                       |
| Victoria  | 1-1    | Paulo Arum          | Sumisión (gancho de talón)                 | Itajuba Freestyle Open                       | 5 de abril de 1997       | 1     | N/A    | Itajubá              |                                                                                       |
| Derrota   | 0-1    | Wander Braga        | Sumisión (estrangulamiento por detrás)     | BVF 6 - Campeonato Brasileiro de Vale Tudo 1 | 1 de noviembre de 1996   | 1     | 4:33   | Belo Horizonte       |                                                                                       |